# Frontera entre Veneçuela i Guyana
La frontera entre Veneçuela i Guyana és una línia sinuosa de 789 km d'extensió, en sentit nord-sud, que separa l'est de Veneçuelade la república de Guyana. S'estén des del nord, litoral del Mar Carib (Oceà Atlàntic), seguint un tram del recorregut del riu Cuyuni fins al trifini Guyana-Brasil-Veneçuela (estat de Roraima), quasi al paral·lel 5° nord. Separa les regions guyaneses de Barima–Waini i Cuyuni–Mazaruni dels estats veneçolans de Delta Amacuro i Bolívar.
Aquesta frontera ha estat objecte de disputes durant dos segles, d'antuvi entre el Regne d'Espanya i el Regne Unit, després entre Veneçuela i el Regne Unit i després entre Veneçuela i la Guyana. Veneçuela reclama la sobirania sobre la part occidental de Guyana fins als marges del riu Essequibo. Veneçuela considera nul el Laude Arbitral del 3 d'octubre de 1899 que delimita la seva frontera amb Guyana. Darrerament hi hagut problemes de seguretat a la frontera, el que ha provocat la seva creixent militarització.